# Kaldbak
Kaldbak [ˈkalːbak] és una localitat situada a la costa oriental de l'illa de Streymoy, a les illes Fèroe. Forma part del municipi de Tórshavn, capital de l'arxipèlag. L'1 de gener de 2021 tenia 252 habitants. El poble está ubicat a la riba nord del fiord de Kaldbak (Kaldbaksfjørður en feroès).
L'arqueologia ha determinat que Kaldbak ha estat habitada des del segle xi. Tanmateix, la primera referència escrita del lloc és en un document del 1584, quan Tummas Símunarson va arrendar-hi una granja. L'església es va construir el 1835 seguint l'estil feroès, amb estructura de fusta i teulada de gespa. Va ser reformada el 1847. Kaldbak no va tenir comunicació per carretera fins al 1977, quan es va construir la carretera que porta a Kaldbaksbotnur. Ambdues localitats es van acabar connectant a la xarxa de carreteres de Streymoy el 1980.
Kaldbak va formar un municipi independent des de l'any 1930 fins al 1976, quan es va annexionar amb el de Tórshavn. El municipi de Kaldbak incloïa també el poble veí de Kaldbaksbotnur.